# 美少女写真館シリーズ
美少女写真館シリーズ（びしょうじょしゃしんかんシリーズ）は、1987年にHARDより発売された各社8ビットパソコン向けに発売したアダルトゲーム。
ゲームの目的は、カメラを操作して様々な女性の写真を撮影することである。撮影に成功すると、女性のCG画像が鑑賞でき、失敗すると撮影した画像はピンボケ写真となる。本記事では、シリーズ作品についても説明する。

## 概要
HARD初期の看板作品であり、原画の尊辺友が初めて参加したデビュー作である。FDの限られた容量の中で美麗なCGを複数見られ、失敗したピンボケ写真もそれなりに出来ていた事から大ヒットし、4作目までシリーズ化する事になった。

## シリーズ作品
- 美少女写真館 スタジオ・カット（1987年）
- 美少女写真館 II -ムービング・スクール（1987年）
- 美少女写真館スペシャル! ダブル・ヴィジョン（1987年）
  - 上記タイトルを両方収録した版。
  - タイトル画面で「Studio Cut」か「Moving School」のどちらかを選択。前者の場合にはスタジオで、後者は学校内での写真撮影という設定になる。MSX2版の本作はPC-8801の『美少女写真館 スタジオ・カット』と『美少女写真館 II -ムービング・スクール』を1作品として移植したものである。
  - ゲーム中のメイン画面には場所などの撮影条件が表示されており、それに合わせてカメラの種類、シャッター速度、絞り、フィルム感度を設定する。全ての条件が整えば成功となり、女性の写った画像が鑑賞でき、次なる被写体に挑戦することになる。失敗するとピンボケなどの写りの悪い写真が表示され、ミスとなる。撮影のチャンスは1人につき5回までとなっている。鑑賞できるグラフィックは約20枚。
- 美少女写真館 III 恐怖の館（1988年）
- 美少女写真館 番外編 アウトサイド・ストーリー（1990年）

## 派生作品
- ハード・グラフィックス総集編（1989年） - 一部の美少女写真館CGが収録されている

## 再販
2023年6月、活動を再開したハードが公式Twitterにてシリーズの復刻版をFDにて製作することを公表した。